# BSG Einheit Waren
Die Betriebssportgemeinschaft (BSG) Einheit Waren ist eine ehemalige Sportgemeinschaft, die während der Zeit des DDR-Sports hauptsächlich durch den Handballsport bekannt wurde. 

## Feldhandball
1950/51 tauchte der Warener Handball erstmals DDR-weit auf. Als eine von drei Mecklenburger Mannschaften hatte sich die BSG Aufbau für die erstmals ausgetragene Feldhandball-Liga qualifiziert. In der höchsten DDR-Spielklasse wurde in zwei Staffeln gespielt, und am Saisonende hatte es für Aufbau Waren nur für den letzten Platz in der Staffel II gereicht. Somit musste Waren in der Spielzeit 1951/52 in der neu eingerichteten zweitklassigen DDR-Liga antreten, nun unter dem Namen BSG Einheit Waren. Dort konnte sich die BSG drei Spielzeiten lang behaupten, bis 1954 der Abstieg in die drittklassige Bezirksliga Neubrandenburg erfolgte. Bis zur Einstellung des Feldhandballs 1967 erreichte Einheit Waren nicht mehr den Aufstieg in die höherklassigen Ligen. 

## Hallenhandball
Im Hallenhandball kam Waren nicht über die Drittklassigkeit hinaus. Als zur Hallen-Saison 1952/53 Bezirksligen als dritte Spielklasse eingerichtet wurden, wurde die BSG Einheit in die Bezirksliga Neubrandenburg eingeordnet. Zwischen 1953 und 1957 wurde Einheit Waren viermal Bezirksmeister, konnte sich aber nicht für den Aufstieg in die DDR-Liga qualifizieren. Auch später spielten die Hallenhandballer nur noch auf Bezirksebene. Ab 1966 traten sie als BSG Verkehrsbetriebe Waren auf. 
Nach der politischen Wende von 1990 wandelte sich die Sektion Handball der BSG VB in den eingetragenen Verein HSV 90 Waren um. 